# バレーボールスコットランド男子代表
バレーボールスコットランド男子代表は、バレーボールの国際大会で編成されるスコットランドの男子バレーボールナショナルチームである。

## 歴史
1970年に国際バレーボール連盟へ加盟。近代オリンピックは単一国家による出場が大原則であるため、スコットランド単独代表としてのオリンピック出場資格はなく、これまでに世界選手権の出場もない。欧州選手権は1971年欧州選手権に初出場を果たしたが出場国中最下位であった。近年は欧州選手権小国部門に出場しており、2000年大会で準優勝、2002年大会で3位となっている。

## 過去の成績

### 世界選手権の成績
- 2006年 - 予選敗退

### 欧州選手権の成績
- 1971年 - 22位